# Metrosexualität
Der Begriff Metrosexualität, der aus „metropolitan“ und „Sexualität“ zusammengesetzt ist, bezeichnet einen extravaganten Lebensstil heterosexueller Männer, die keinen Wert auf Kategorisierung in ein maskulines Rollenbild legen. Der Ausdruck metrosexual (engl.) wurde 1994 erstmals vom britischen Journalisten Mark Simpson publiziert.

## Definition

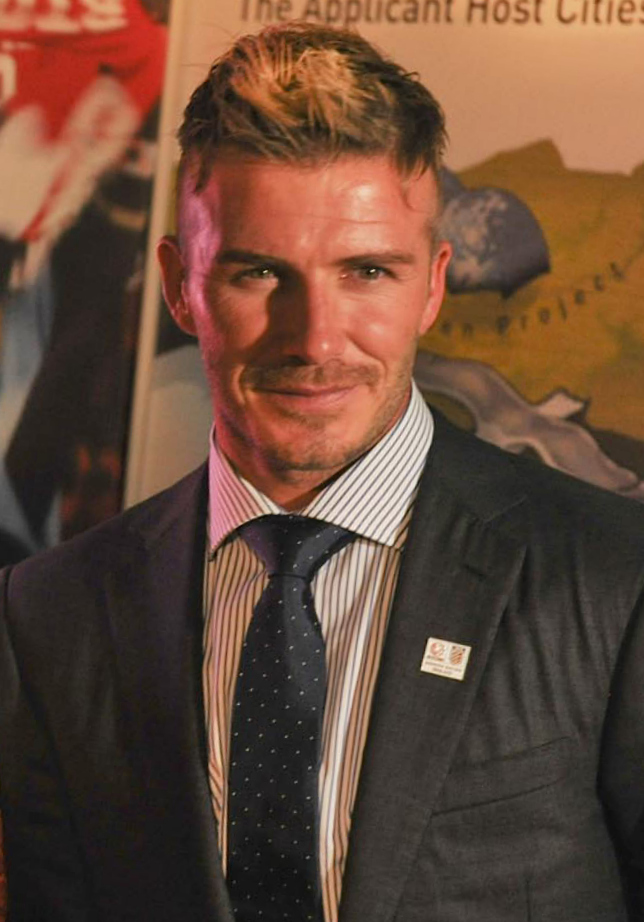
Model und Fußballer: David Beckham gilt vielen als metrosexueller Protagonist.

Der Definition nach lassen metrosexuelle Männer auch Eigenschaften zu, die traditionell als weiblich eingeschätzt werden, und zeigen nach außen hin Verhaltensweisen, die bis dato eher dem Lebensstil von Frauen oder dem Klischee des homosexuellen Mannes zugeordnet werden. Oft wird der Begriff daher (nicht nur umgangssprachlich) so definiert, als kleide sich der (heterosexuelle) Mann „wie ein Schwuler“, was gängige Klischees über männliche Homosexualität zitiert.
Metrosexualität wird als moderner Lebensstil beschrieben, der (lediglich) von der modischen Ausrichtung weniger zwischen Frau und Mann unterscheidet, sich aber auf Accessoires und äußere Attitüde reduziert. Der amerikanische Soziologe Robert Heasley bezeichnet Metrosexualität als eine von sechs Formen der Straight-Queer Masculinities. Er bevorzugt aber den Ausdruck stylistic straight-queerness.
Sogenannte Metrosexuelle sollen eine wichtige Zielgruppe für die Mode- und Kosmetikindustrie sein. Ihre Funktion als lukrative Marktlücke und die erheblichen Werbeanstrengungen in diesem Bereich werfen die Frage auf, inwiefern Metrosexualität ein durch Werbung künstlich hochgespielter Medienrummel ist. Mark Simpson stellte 2006 in einem Interview kritisch fest, dass der von ihm geprägte Ausdruck metrosexual(ity), der eigentlich gesellschaftskritisch die heutige Konsumentenkultur beleuchten sollte, von einer „amerikanischen Marketing-Frau“ aufgegriffen wurde und so – ironischerweise – gerade zu einem Instrument von „Marketing-Propaganda“ geworden sei.

## Sonstiges
Mark Simpson war bei der Begriffsprägung nicht klar, dass „Metro“ in „Metropolis“ für Mutter steht (μήτηρ, μητρός, also die Mutterstadt einer Kolonie). Wörtlich heißt der griechisch-lateinische Begriff Metrosexuell also Muttersexuell. Später erklärte Simpson in einem Interview, dass der Begriff wegen der postödipalen Natur trotzdem passe.